# Polarhase

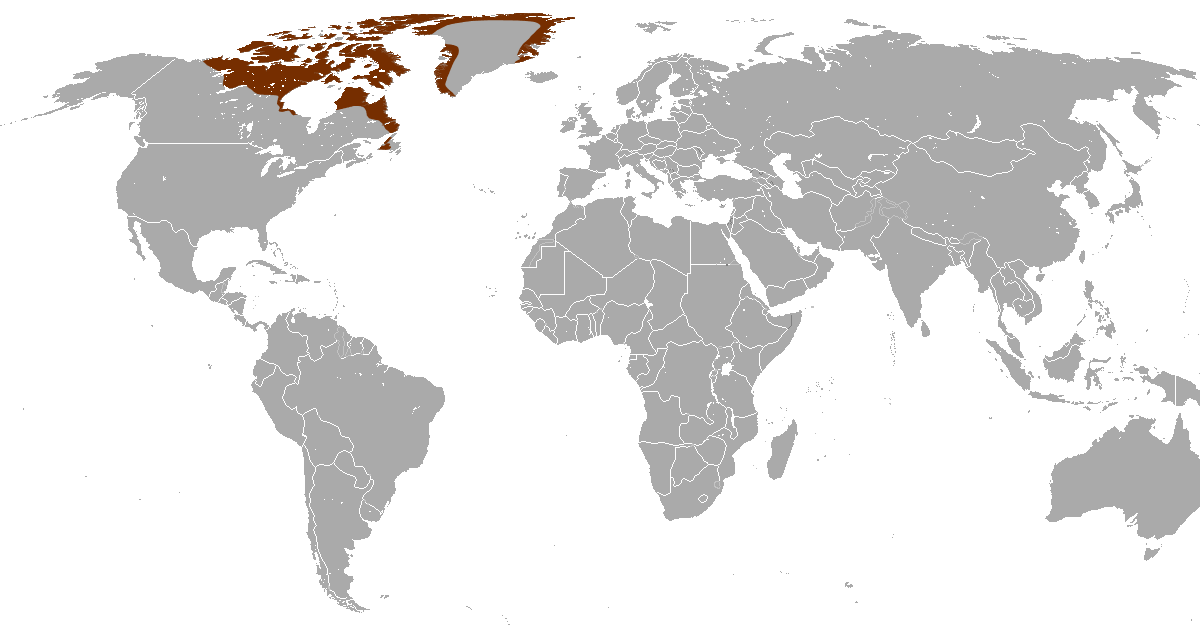
Verbreitungskarte des Polarhasen

Der Polarhase (Lepus arcticus) gehört zu den echten Hasen. Lange galt er als Unterart des Schneehasen (Lepus timidus), doch wird er jetzt als eine eigenständige Art angesehen. Er kommt im arktischen Teil Kanadas und auf Grönland vor.

## Merkmale
Polarhasen sind in besonderem Maße an die Verhältnisse in den nördlichen Polargebieten angepasst. Männchen und Weibchen unterscheiden sich nicht. Im Winter tragen die Tiere ein weißes Fell, nur die Ohrspitzen bleiben schwarz. Die sommerliche Fellfarbe unterscheidet sich je nach der örtlichen Lage des Lebensraumes: Während in der Hocharktis (Ellesmere-Insel und Grönland) beheimatete Polarhasen das ganze Jahr über ihr weißes Fell behalten, sind in südlicher gelegenen Arktisgebieten lebende Artgenossen einem jahreszeitlichen Farbwechsel unterworfen und tragen ein blaugraues Fell; nur der Schwanz bleibt weiß. In dazwischen gelegenen Gebieten sind verschiedene Abstufungen zu beobachten. Grundsätzlich ist der Unterpelz dicht und grau.
Erwachsene Polarhasen wiegen zwischen 2,5 und 6,8 Kilogramm, wobei die im Norden lebenden durchschnittlich die Größeren sind. Ihre Länge beträgt zwischen 56 und 63 Zentimetern. Die Pfoten, vor allem die Vorderpfoten, sind verhältnismäßig lang und gebogen und bilden ausgezeichnete Werkzeuge, um nach Pflanzen unter hartem Schnee zu graben. Außerdem verfügen die Tiere über ausgeprägte Schneidezähne, mit denen sie ebenfalls nach Nahrung graben; diese Schneidezähne sind von den örtlichen Gegebenheiten abhängig unterschiedlich lang.

## Verbreitungsgebiet und Lebensraum

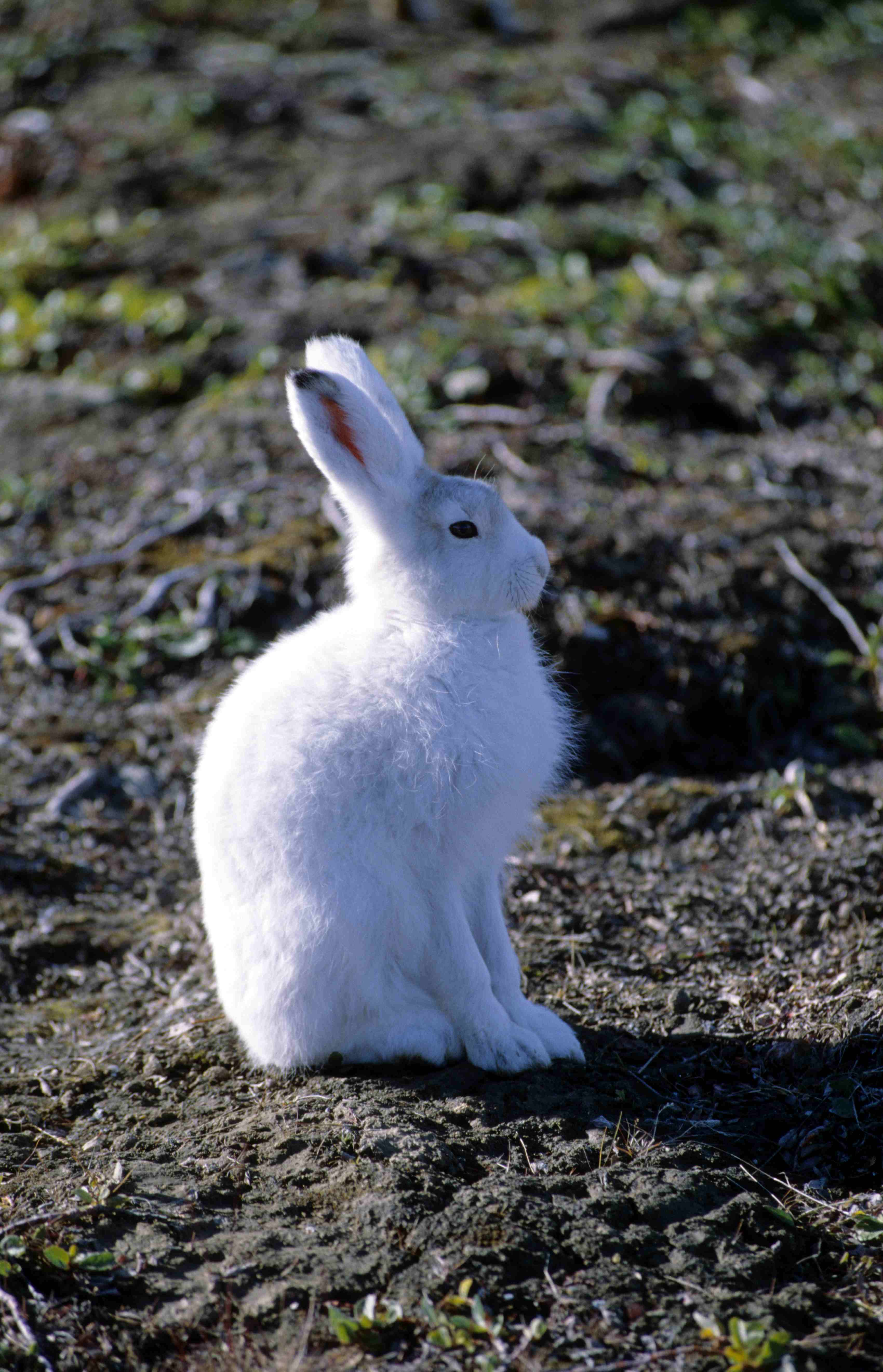
Polarhase (Ellesmere-Insel)

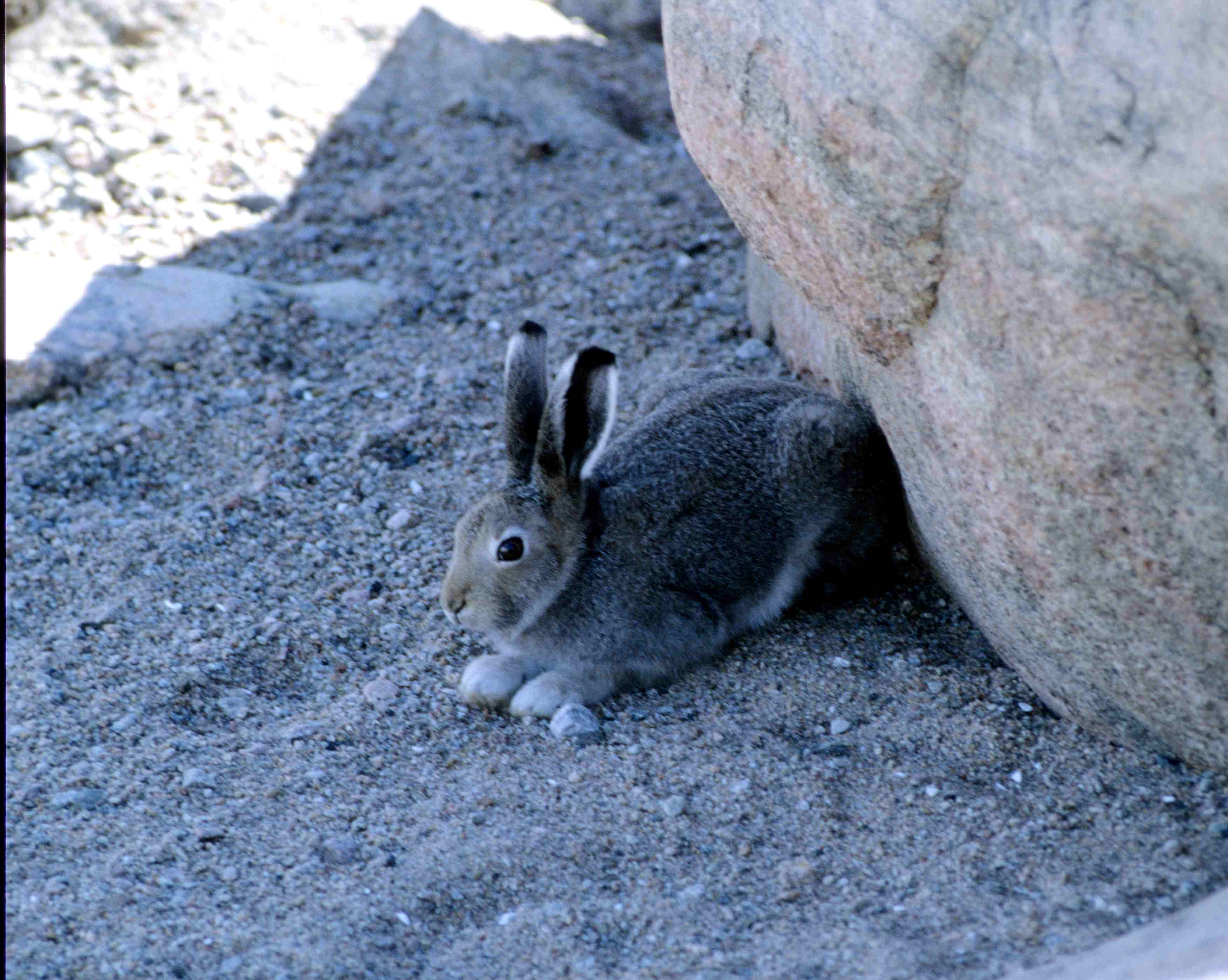
Polarhase im Sommerpelz (Ukkusiksalik-Nationalpark)

Das Vorkommen erstreckt sich auf die Tundragebiete Grönlands und Nordkanadas bis zu einer Seehöhe von 900 Metern. Der Polarhase hält sich sowohl in gebirgigen Gegenden als auch in Tiefebenen auf, bevorzugt jedoch in Gegenden, die in den kurzen arktischen Sommern Pflanzenwachstum zulassen, im Winter nicht zu schneereich sind und ein Graben nach Pflanzen zulassen.
Auf der Banksinsel (Nordwestterritorien, Kanada) wurden 34.000 Jahre alte Überreste von Polarhasen gefunden. 12.000 Jahre alte Überreste entdeckte man in Grönland.

## Lebensweise

### Fortpflanzung

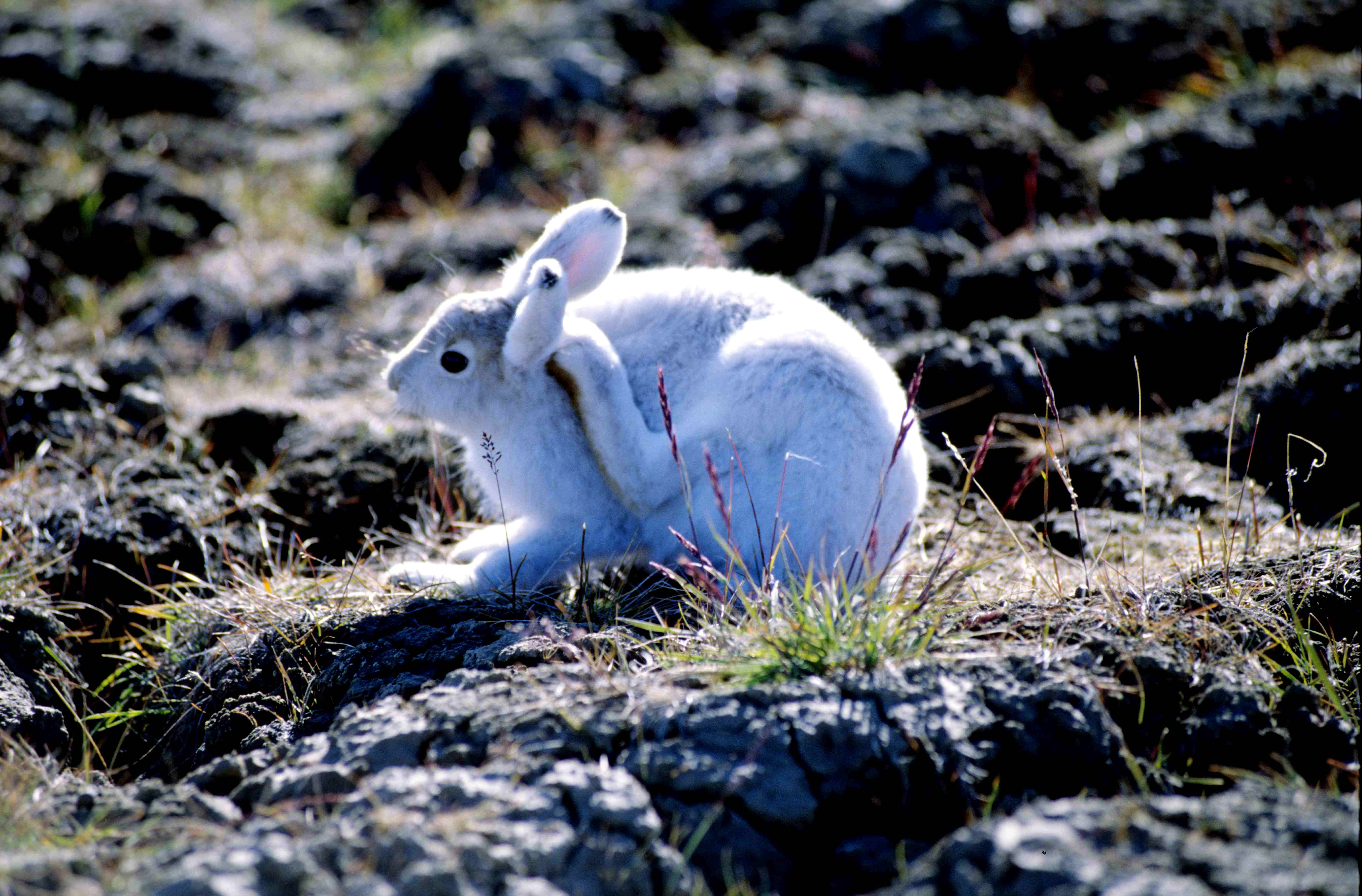
Polarhase (Ellesmere-Insel)

Die Fortpflanzungszeit von Polarhasen ist von Wachstum und Rückbildung der männlichen Keimdrüsen abhängig. Diese vergrößern sich etwa Anfang April und verkleinern sich wieder etwa Mitte September. Die Begattung findet dementsprechend im April und Mai statt. Bis Ende Mai haben sich die ungeborenen Jungen voll entwickelt, um dann, je nach örtlicher Lage, Ende Mai, im Juni oder im Juli geboren zu werden – auf dem Festland bis Mitte Juni, auf der Ellesmere-Insel und in Nord-Grönland erst gegen Ende Juni. Die weiblichen Milchdrüsen sind bis Ende August in Bereitschaft, so dass auch ein zweiter Wurf im gleichen Sommer möglich erscheint.
Die Paarung findet auf kleinen, abgesonderten Gebieten statt. Es gehört zum Paarungsverhalten, dass das Männchen in Nacken und Schulter des Weibchens beißt, wobei es zu Blutungen kommen kann. Üblicherweise verlässt das Männchen das Weibchen nach der Geburt der Jungen. Es kann sich dann auch einem anderen Weibchen zuwenden.
Der Wurf besteht aus 2 bis 8 Jungen. Das in Felsvertiefungen oder zwischen Gestrüpp gut getarnte Geburtsnest besteht aus zusammengedrücktem Gras oder Moos, ausgepolstert mit trockenen Pflanzenteilen und Pelzhaaren der Mutter. In den ersten drei Tagen nach der Geburt lässt die Mutter die Jungen nicht allein. Danach sind die Jungen schon fähig, sich selbst zu schützen, indem sie sich bei Gefahr verstecken und durch stilles, bewegungsloses Verhalten wie ein Felsstück erscheinen. Nach 2 bis 3 Wochen machen sich die Jungen von der Mutter weitgehend unabhängig und suchen diese nur noch zum Säugen auf. Im ersten Monat nehmen die Jungen etwa 50 Gramm pro Tag zu; nach etwa 2 Monaten werden sie entwöhnt. Im September haben die Jungen Erwachsenengröße erreicht. Nach einem Jahr sind sie geschlechtsreif.

### Verhalten

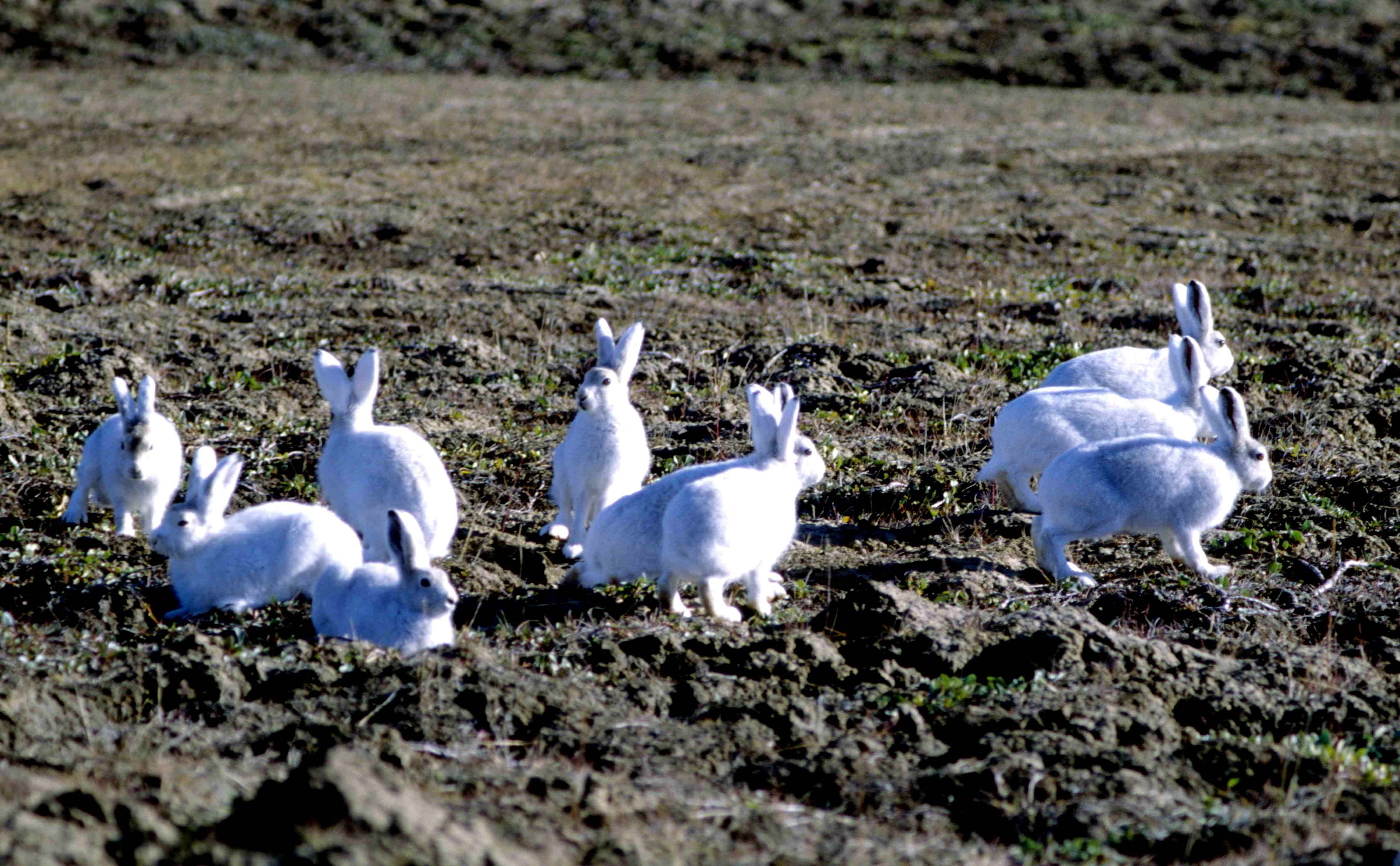
Gruppe von Polarhasen (Ellesmere-Insel)

Die meiste Zeit sind Polarhasen Einzelgänger, doch formen sie zeitweise auch Gruppen von bis zu 300 Tieren, unter denen einzelne immer besonders wachsam sind und bei Gefahr warnen. In der Paarungszeit zerstreuen sich die Gruppen.
Angeborene und erworbene Verhaltensweisen ermöglichen ihnen, das ganze Jahr hindurch aktiv zu sein und auch den harten arktischen Winter zu überstehen. Ein bestmögliches Verhältnis von Körperoberfläche zu Körpergröße und ein gegen Kälte schützender Pelz bewirken, dass auch bei niedrigem Energieumsatz eine normale Körpertemperatur erhalten wird. Bei besonders niedrigen Kältegraden drängen sich die Tiere eng zusammen und erhalten so zusätzlichen Schutz vor der Kälte.

### Fortbewegung
Polarhasen sind sehr flink und können Geschwindigkeiten von bis zu 65 Kilometer pro Stunde erreichen. Auf der Flucht schlagen die südlicher lebenden Tiere eine vierfüßige Gangart ein; die hocharktischen Tiere beginnen zunächst, nur auf den Hinterläufen zu rennen und verfallen dann erst in vierfüßige Gangart; werden sie nahe verfolgt, nehmen sie wieder zweifüßige Gangart auf.
Sie sind fähig, schmalere Flüsse schwimmend zu durchqueren.

### Aktivitäten
Sie sind dämmerungs- und nachtaktiv (in Gebieten mit Mitternachtssonne natürlich auch tagaktiv). Bei der Futtersuche bewegen sie sich in verhältnismäßig geringem Umkreis und folgen erprobten Gewohnheiten.
Bei Kämpfen boxen und kratzen sich die Tiere; sie greifen auch mit den Pfoten nacheinander, doch beißen sie nicht. Eine Rangordnung nach Geschlecht besteht nicht.

### Ernährung
Die Hauptnahrungsquelle für Polarhasen sind verholzte Pflanzen. Sie fressen Moose, Flechten, Blatt- und Blütenknospen, Blüten, Beeren, Gräser, verschiedenste Pflanzenarten und sogar Fleisch aus Fallen von Jägern.

## Beziehung von Polarhasen zu anderen Lebewesen
Für den Menschen sind Polarhasen keine Schädlinge, und sie haben auch auf das Leben anderer Tierarten keinen bedrohlichen Einfluss. Jungtiere dienen Wieseln, Polarfüchsen, Schneeeulen, Wander- und Gerfalken sowie Habichten als Beute; die erwachsenen Tiere sind dagegen so flink und wendig, dass sie diesen Räubern meist entfliehen können. Menschen verwerten zuweilen ihr Fleisch als Nahrungsmittel und ihr Fell als Kleidungsmaterial.